# Wymyk (film)
Wymyk – polski dramat obyczajowy z 2011 roku w reżyserii Grzegorza Zglińskiego, na podstawie scenariusza napisanego wraz z Januszem Margańskim. 

## Opis fabuły
Wymyk opowiada historię dwóch braci: Alfreda i Jerzego. Bracia wspólnie prowadzą rodzinną firmę, ale różni ich wszystko – od charakteru po wizję kierowania biznesem. Podczas podróży pociągiem podmiejskim obaj są świadkami napaści grupy chuliganów na młodą kobietę. Jerzy bez wahania staje w jej obronie, podczas gdy Alfred paraliżowany strachem pozostaje biernym obserwatorem, aż jego młodszy brat zostaje wyrzucony z jadącego pociągu i wpada w śpiączkę.
Po tym tragicznym incydencie życie Alfreda kompletnie się zmienia. Dręczony wyrzutami sumienia i poczuciem winy, początkowo ukrywa prawdę o swoim tchórzostwie przed rodziną. Gdy jednak nagranie z pociągu trafia do internetu, Alfred musi zmierzyć się z konsekwencjami swojego zachowania i próbuje zadośćuczynić za swoją bierność. Alfred doprowadza ostatecznie do wskazania i aresztowania młodocianych sprawców, lecz żyje ze świadomością, że nie przywróci sobie szacunku ze strony bliskich.

## Obsada
Źródło: Filmpolski.pl
- Robert Więckiewicz − jako Alfred Firlej
- Łukasz Simlat − jako Jerzy Firlej
- Gabriela Muskała − jako Viola Firlej
- Marian Dziędziel − jako Stefan Firlej
- Anna Tomaszewska − jako matka Alfreda i Jerzego
- Karolina Kominek-Skuratowicz − jako Klara
- Paweł Tomaszewski − jako Paweł Kosowski „Kosa”
- Tomasz Schuchardt − jako Silny
- Paweł Ferens − jako Misiu
- Kacper Gaduła-Zawratyński − jako Brachu
- Włodzimierz Adamski − jako Senior
- Jacek Łuczak − jako Łysy
- Michał Podsiadło − jako Młody
- Paweł Audykowski − jako mecenas Grzegorzewski

i inni

## Produkcja
Zdjęcia do filmu powstawały w Łodzi od lipca do 26 sierpnia 2010 roku.

## Nagrody
| Rok  | Festiwal/instytucja                                       | Nagroda                                                      | Nominowani                         | Wynik     |
| ---- | --------------------------------------------------------- | ------------------------------------------------------------ | ---------------------------------- | --------- |
| 2011 | Festiwal Polskich Filmów Fabularnych                      | Nagroda za scenariusz                                        | Janusz Margański Grzegorz Zgliński | Wygrana   |
| 2011 | Festiwal Polskich Filmów Fabularnych                      | Nagroda za debiut reżyserski lub drugi film                  | Grzegorz Zgliński                  | Wygrana   |
| 2011 | Festiwal Polskich Filmów Fabularnych                      | Nagroda za drugoplanową rolę kobiecą                         | Gabriela Muskała                   | Wygrana   |
| 2011 | Warszawski Festiwal Filmowy                               | Nagroda Specjalna Jury                                       | Robert Więckiewicz                 | Wygrana   |
| 2011 | Warszawski Festiwal Filmowy                               | Nagroda Jury Ekumenicznego                                   | Grzegorz Zgliński                  | Wygrana   |
| 2011 | Międzynarodowy Festiwal Filmowy Regiofun w Katowicach     | Wyróżnienie                                                  | Grzegorz Zgliński                  | Wygrana   |
| 2012 | Polska Akademia Filmowa                                   | Orzeł za najlepszy scenariusz                                | Janusz Margański Grzegorz Zgliński | Nominacja |
| 2012 | Ogólnopolski Festiwal Sztuki Filmowej „Prowincjonalia”    | Nagroda Dziennikarzy                                         | Grzegorz Zgliński                  | Wygrana   |
| 2012 | Międzynarodowy Festiwal Filmowy „Kino pavasaris” w Wilnie | Nagroda w sekcji: Nowa Europa                                | Grzegorz Zgliński                  | Wygrana   |
| 2012 | Rome Independent Film Festival                            | Nagroda dla najlepszego zagranicznego filmu pełnometrażowego | Grzegorz Zgliński                  | Wygrana   |
| 2012 | Lubuskie Lato Filmowe                                     | Brązowe Grono                                                | Grzegorz Zgliński                  | Wygrana   |
| 2012 | Festiwal Filmów Frapujących w Gorzowie Wielkopolskim      | Frapa Specjalna                                              | Grzegorz Zgliński                  | Wygrana   |